# Accordo di tredicesima
L'accordo di tredicesima è un accordo dissonante formato in via teorica da sette note, in cui la distanza tra la nota più grave e la più acuta è di una tredicesima.
L'accordo di tredicesima risulta dalla sovrapposizione alla fondamentale di altre sei note, ciascuna ad un intervallo di terza dalla precedente. Quando si considerano tutte e sette le note di un accordo di tredicesima costruito sul V grado di una tonalità, questo accordo contiene tutti i suoni ad essa appartenenti. Questa considerazione è peraltro di scarsa utilità pratica, poiché sia nella musica classica sia in contesti armonici tonali più avanzati si fa praticamente sempre uso di accordi di meno di sette note (si veda il paragrafo seguente sul voicing).
L'accordo di tredicesima è usato principalmente nella musica jazz come estensione di un accordo di settima di dominante: l'accordo così esteso sintetizza alla perfezione il modo misolidio. Dallo studio dell'armonia si evince però che l'utilizzo dell'undicesima giusta come tensione dell'accordo di dominante è per lo più da evitare, almeno nel jazz più ortodosso. Infatti l'undicesima giusta:
1. è la tonica dell'accordo su cui dovrebbe risolvere l'accordo di dominante (V7) stesso
2. crea una forte dissonanza con la terza maggiore
3. come armonico della tonica dell'accordo di dominante è preceduto dall'undicesima aumentata di svariate posizioni.

Da ciò segue che l'undicesima, quale tensione dell'accordo di dominante (V7), si presenta come undicesima aumentata (♯11), perciò un normale V7 viene generalmente esteso alla tredicesima come V13 ♯11, per esempio in do maggiore Sol7 diviene Sol 13 ♯11 formato dalle note sol si re fa la do♯ mi, accordo che sintetizza perfettamente il modo Lidio di Dominante derivante, fra l'altro, dal quarto grado di una scala minore melodica.

## Voicing
Nella pratica musicale l'uso di accordi di tredicesima formati da sette note è assente. L'accordo viene quasi sempre eseguito in una forma semplificata che ne preserva l'identità ricorrendo a soli quattro o cinque suoni. Il termine voicing, di origine jazzistica e non utilizzato nell'ambito della cosiddetta musica colta, indica proprio questo processo di semplificazione.
La formazione di un accordo di tredicesima può essere su una qualsiasi scala modale, ma per convenzione quando si parla di costruzione di accordi lo si fa attraverso l'uso degli arpeggi.
La forma teorica di un accordo di tredicesima costruito sulla dominante di un modo maggiore, per esempio Do maggiore, è la seguente:
```
G   B   D   F   A   C   E
Sol Si  Re  Fa  La  Do  Mi
1   3   5   ♭7  9   11  13
```

arpeggio di sol tredicesima, che è costituito dalle stesse note della scala di sol misolidia
le note portanti di un accordo di tredicesima sono la tonica, la terza, la settima minore e la tredicesima
Di fatto esso assume le seguenti configurazioni:
```
G           F     B     E
Sol         Fa    Si    Mi
```

```
G           F     B     E   A
Sol         Fa    Si    Mi  La
```

```
    B       F   A       E
    Si      Fa  La      Mi
```

Nell'ultima di queste forme tra le note omesse è compresa anche la fondamentale dell'accordo (accordo di tredicesima atonica).
Negli accordi maggiori 13 anche la terza è omessa, in quanto l'intervallo terza maggiore-quarta giusta (undicesima) è molto dissonante. In questo caso il voicing sarà composto da quinta giusta, settima minore, nona maggiore, tredicesima maggiore.

## Uso nel jazz
Come buona parte degli accordi di più di quattro suoni (che vengono detti estesi), l'accordo di tredicesima è costruito molto spesso sulla dominante della tonalità d'impianto. In questo caso si presta a tutte variazioni esecutive ad essa applicate: alterazioni (innalzamento o abbassamento cromatico delle note costitutive, dalla nona in poi), similitudini (sostituzione con un accordo differente, ma di suono estremamente vicino), sostituzioni (la più importante delle quali è quella di tritono).